# مجتبى ترشيزي
مجتبى ترشيزي (من مواليد 26 مارس 1978) هو لاعب كرة قدم إيراني سابق لعب في دوري المحترفين الإيراني، انضم إلى نادي تراكتور سازي في عام 2009 بعد أن أمضى موسمين في نادي استقلال أهواز.

## روابط خارجية
- مجتبى ترشيزي على موقع قاعدة بيانات كرة القدم.إي يو (الإنجليزية)
- مجتبى ترشيزي على موقع Soccerway.com (الإنجليزية)